# Abbeydorney
Abbeydorney (iriska: Mainistir Ó d’Torna) är en ort i republiken Irland.   Den ligger i grevskapet Ciarraí och provinsen Munster, i den sydvästra delen av landet. Abbeydorney ligger 9 meter över havet och antalet invånare är 412.
Terrängen runt Abbeydorney är platt åt nordväst, men åt sydost är den kuperad. Den högsta punkten i närheten är Crusline, 356 meter över havet, 6,2 km sydost om Abbeydorney. Trakten runt Abbeydorney består i huvudsak av jordbruksmark.